# Kemuning II
Kemuning II is een bestuurslaag in het regentschap Aceh Timur van de provincie Atjeh, Indonesië. Kemuning II telt 190 inwoners (volkstelling 2010).